# Municipio de Sutton (Londres)
Sutton es un municipio en el suroeste de Londres (London Borough of Sutton), Inglaterra. Forma parte del Londres exterior y es de los que se encuentra más al sur del Gran Londres. Abarca una superficie de 43 kilómetros cuadrados, y ocupa el puesto 80.º como autoridad local más grande de Inglaterra por población. Limita con los municipios londinenses de: Merton al sur, Croydon al oeste y Kingston upon Thames al este. La autoridad local es el Sutton London Borough Council. 
Su ciudad principal es la epónima Sutton. Un rasgo de este municipio es el bajo nivel de criminalidad, que está entre los menores de Londres. Una encuesta Mori en 2014 encontró que el 97% de los residentes creían que el municipio era un lugar seguro.

## Historia
El municipio se formó en 1965 con la fusión de los municipios precedentes de Sutton y Cheam, Beddington y Wallington y Carshalton que previamente había sido parte de Surrey.

## Barrios de Sutton
El municipio de Sutton está formado por los siguientes barrios:
| - Beddington - Beddington Corner - Belmont - Benhilton - Carshalton - Carshalton Beeches - Carshalton on the Hill - Cheam - Hackbridge | - Little Woodcote - North Cheam - Rosehill - St. Helier - South Beddington - Sutton - The Wrythe - Wallington - Worcester Park |

## Ciudades hermanas
- Gagny, Francia
- Gladsaxe, Dinamarca
- Minden, Alemania
- Charlottenburg-Wilmersdorf, Alemania